# 羅處和島
羅處和島（俄語：Расшуа，羅馬化：Rasshua，日语：／ Rashowa tō */?），俄语音译拉斯舒阿岛，是俄羅斯的火山島，位於太平洋西北部的鄂霍次克海，屬於千島群島的一部分，長15.5公里、寬6.5公里，面積63.2平方公里，最高點海拔高度956米。
島名来源于阿伊努语的「rus-o-a」（毛皮多的地方）。

## 外部連結
- （页面存档备份，存于） — Oceandots.